# Dipastambha

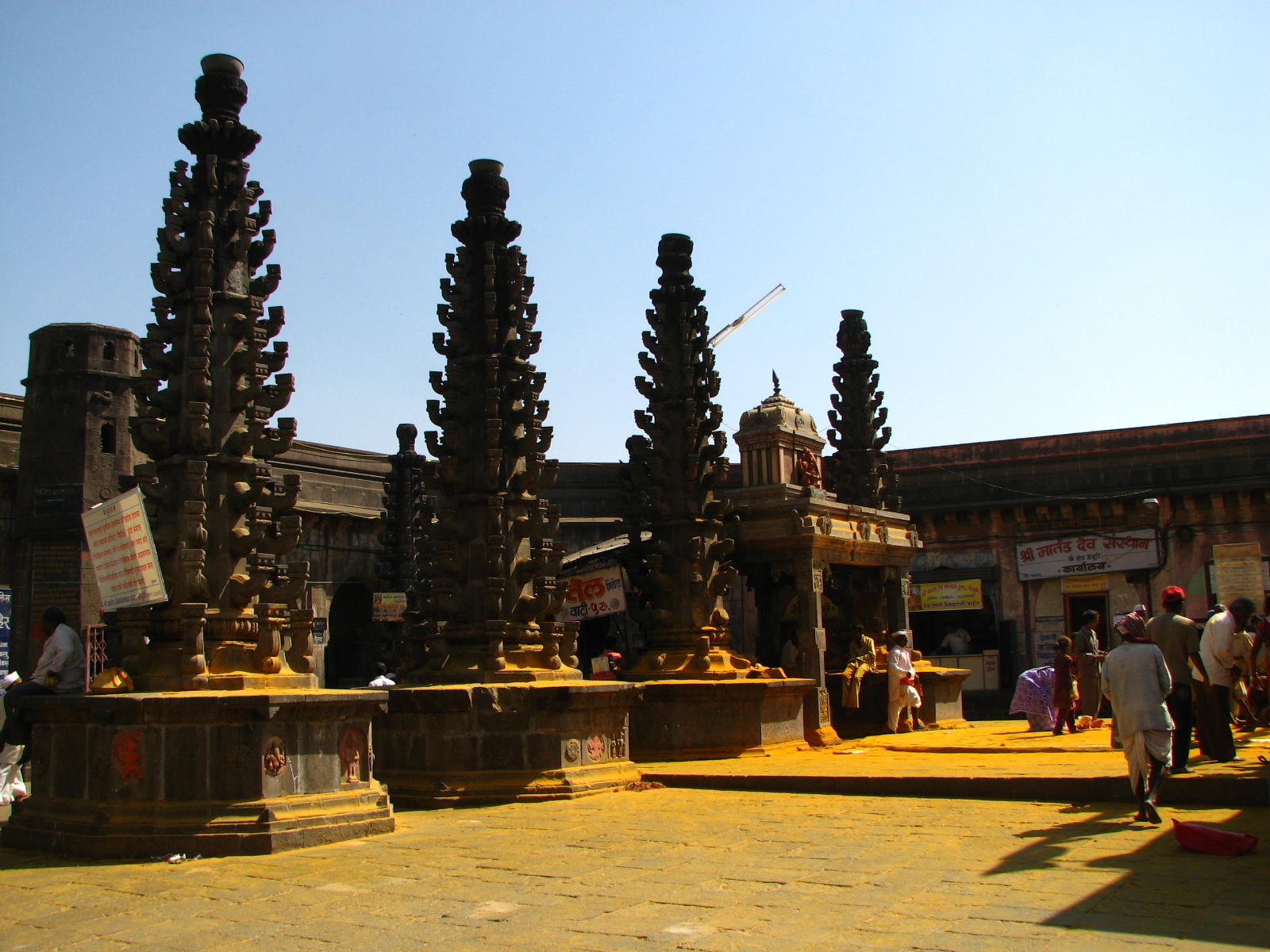
Dipastambhy przed świątynią w Jejuri

Dipastambha (sanskryt: dipa „lampka’, stambha „słup”) – w tradycji hinduizmu tzw. „słupy światła” stawiane na dziedzińcu świątyni. Najczęściej wyposażone są w specjalne otwory lub zagłębienia służące do umieszczania w nich dziesiątek lampek dipa podczas uroczystości religijnych zwanych pudźa.